# أم طالب بنت أبي طالب
أمّ طالب بنت أبي طالب بن عبد المطّلب بن هاشم بن عبد مناف بن قصيّ الهاشمية، قيل: اسمها ريطة، وكنيتها أم طالب، صحابية، وابنة عم رسول الله ، وبنت أبي طالب، وأخت علي بن أبي طالب، وأمها فاطمة بنت أسد.
لم يذكرها هشام ابن الكلبي في كتاب النسب في أولاد أبي طالب وذكر أنّه كان لأبي طالب من البنات: أمّ هانئ، وجمانة، وَرَيْطَة، ولعلَ رَيْطَةَ هي أمّ طالب كما سمّاها محمد بن عمر في كتاب طعم النبيّ ، أنّه أطعم أمّ طالب بنت أبي طالب في خيبر أربعين وسقًا. وقال ابن هشام: ولأم طالب أربعين وسقاً.
وقال محمد صادق الكرباسي بأن ريطة ولدت في مكة سنة 28 ق.هـ، ولم يذكر لها عقب.